# Залесье (Барановичский район)
Зале́сье (бел. Залессе) — деревня в Барановичском районе Брестской области Белоруссии. Входит в состав Вольновского сельсовета. Расположена в 22 км от районного центра. По территории деревни протекает река Змейка. Население — 65 человек (2023).
Название происходит от слова лес, характеризующего положение села (то есть за лесом).

## История
Согласно письменным источникам известна с XVI века. В 1571 году входила в состав имения Вольно, принадлежавшего Воловичам.
В 1897 году — в Черниховской волости Новогрудского уезда Минской губернии.
После Рижского мирного договора 1921 года — в составе гмины Чернихов Барановичского повета Новогрудского воеводства Польши.
С 1939 года — в составе БССР. В 1940-57 годах — в Городищенском районе Барановичской, с 1954 года Брестской области. Затем район переименован в Барановичский.
В период Великой Отечественной войны с конца июня 1941 года до начала июля 1944 года была оккупирована немецко-фашистскими захватчиками. На фронтах погибли 34 односельчанина.

## Население
По состоянию на 1 января 2023 года в деревне проживало 65 человек в 35 хозяйствах, в том числе 12 моложе трудоспособного возраста, 30 — в трудоспособном возрасте и 23 — старше трудоспособного возраста. 
| Численность населения (по переписи) | Численность населения (по переписи) | Численность населения (по переписи) | Численность населения (по переписи) | Численность населения (по переписи) | Численность населения (по переписи) | Численность населения (по переписи) | Численность населения (по переписи) |
| 1897                                | 1909                                | 1921                                | 1939                                | 1959                                | 1999                                | 2009                                | 2019                                |
| ----------------------------------- | ----------------------------------- | ----------------------------------- | ----------------------------------- | ----------------------------------- | ----------------------------------- | ----------------------------------- | ----------------------------------- |
| 315                                 | ↘239                                | ↗473                                | ↗571                                | ↘480                                | ↘155                                | ↘105                                | ↘87                                 |

## Известные уроженцы
- Николай Леонтьевич Веленько (1898—1975) — Герой Социалистического Труда.
- Татьяна Тихоновна Лицкевич (1931) — Герой Социалистического Труда.
- Иван Дмитриевич Лицкевич (1946—1995) — советский и российский предприниматель, президент объединения АООТ «Омский нефтеперерабатывающий завод».